# Titanoides
Titanoides — вимерлий рід пантодонтових ссавців, який мешкав у Північній Дакоті й аж до центральної Альберти. Вони досягали довжини до 3 м і ваги до 150 кг, й були найбільшими ссавцями свого середовища проживання — тропічних боліт, де основними хижаками були крокодили. Вони мали вигляд ведмедя з величезними іклами, короткими кінцівками та п'ятьма пазуристими пальцями; однак вони були травоїдними і, ймовірно, мали риси та атрибути, більш подібні до дипротодонтидів.